# 古紹埃尼鄉
44°44′N 24°07′E / 44.733°N 24.117°E
古紹埃尼鄉（羅馬尼亞語：Comuna Gușoeni, Vâlcea），是羅馬尼亞的鄉份，位於該國西南部，由沃爾恰縣負責管轄，處於布加勒斯特以西160公里，每年平均降雨量1,040毫米，海拔高度262米，2002年人口1,743。